# Stazione di Vaiano
Stazione di Vaiano vasútállomás Olaszországban, Vaiano településen.

## Vasútvonalak
Az állomást az alábbi vasútvonalak érintik:
- Bologna–Firenze-vasútvonal

## Kapcsolódó állomások
A vasútállomáshoz az alábbi állomások vannak a legközelebb:
- Stazione di Prato Centrale (Stazione di Firenze Santa Maria Novella, Bologna–Firenze-vasútvonal)
- Stazione di Vernio-Montepiano-Cantagallo (Stazione di Bologna Centrale, Bologna–Firenze-vasútvonal)